# Johann Ehrenfried Pfeiffer
Johann Ehrenfried Pfeiffer (* 17. September 1767 in Warmbrunn in Schlesien; † 19. März 1841) war ein deutscher Auktionskommissar, Gastwirt und Schriftsteller.

## Leben
Johann Ehrenfried Pfeiffer war der Sohn eines in Diensten des Grafen Schaffgotsch stehenden Kunstgärtners. Nach der Absolvierung des Elementarunterrichts besuchte er das Gymnasium in Schweidnitz unter dem Rektor Stutz. Da jedoch seine Eltern, die von Warmbrunn nach Schweidnitz gezogen waren, 1785 diese Stadt verließen und ihren Sohn nicht zu unterstützen vermochten, so versuchte sich dieser seinen Lebensunterhalt als Elementarlehrer auf dem Land zu verdienen. Um eine feste Anstellung zu bekommen, waren praktische Kenntnisse in Musik, hauptsächlich des Orgelspiels, nötig. Da Pfeiffer aber hierüber nur wenig Wissen besaß, vertauschte er nach drei Jahren seine Stellung mit der eines Sekretärs beim Konsistorialrat Tiede zu Schweidnitz. Hier benutzte er zur Erlangung einer höheren wissenschaftlichen Bildung die reichhaltige Büchersammlung seines Arbeitgebers. Insbesondere zogen ihn große naturhistorische Werke sowie die Sammlung von Insekten und Conchilien an, so dass Tiede ihn die Verzeichnisse darüber anfertigen ließ.
Die Neigung zur Mathematik veranlasste Pfeiffer, seinen ehemaligen Rektor Stutz zu bitten, den Mathematikunterricht in der ersten Klasse des Gymnasiums besuchen zu dürfen, was ihm gern bewilligt wurde. Diese Wissenschaft zog ihn so an, dass er glaubte, hierin sein ferneres Fortkommen zu finden. Deshalb zeichnete er eine Karte und einen Plan und sandte ihn an die damalige königliche Kriegs- und Domänenkammer nach Breslau und bat um eine Anstellung beim Chausseebau, die ihm auch zugesagt wurde. Da jedoch wegen des Feldzugs Preußens in Polen der Bau der Chausseen zu schwach betrieben wurde, so verschwand seine Aussicht auf diese Anstellung. Dagegen erhielt er 1794 in Breslau eine Beschäftigung als Buchhalter und Kassier bei der Lotterieinspektion, welcher der Kaufmann Wenzel vorstand. Hier war er sechs Jahre lang tätig.
1800 gründete Pfeiffer in Breslau das Kaffeehaus Die Krone. Er hatte dabei Gelegenheit, mit einheimischen und fremden Gelehrten und Künstlern in Verbindung zu treten. Er besaß nun ein hinlängliches Einkommen und widmete sich als Kunstliebhaber der Sammlung von Gemälden und Kupferstichen älterer und neuerer Meister. Aufgrund des Verlusts eines bedeutenden Kapitals musste er diese gegen 5000 Blätter umfassende Sammlung 1811 in Leipzig veräußern. Bereits 1806/07 war er mit Johann Georg Meusel in Erlangen in Briefkontakt getreten. In dem von Meusel herausgegebenen Archiv für Künstler und Kunstfreunde vervollständigte er das dort befindliche Verzeichnis der Rugendaschen Kupferstiche. In derselben Zeitschrift befindet sich von ihm auch der Aufsatz Über den Stand der Künste in Schlesien.
1811 gab Pfeiffer seine Beschäftigung als Wirt auf und wurde Auktionskommissar für Literatur und Kunst, verbunden mit Antiquargeschäften, in welcher Stellung er bis 1834 verblieb. Seit dieser Zeit war er Besitzer des Deutschen Hauses, eines Gasthofs erster Klasse. Außer den erwähnten Beiträgen zu Meusels Zeitschrift gab er das Liederbuch für fröhliche Gesellschaften (Breslau 1803) und das Taschenbuch für Büchsenschützen und solche, die es werden wollen (Breslau 1814) heraus. 1841 starb er im Alter von 73 Jahren.